# San Felipe, Texas
San Felipe, även San Felipe de Austin, är en ort i Austin County i Texas. Vid 2010 års folkräkning hade San Felipe 747 invånare.
San Felipe de Austin grundades 1824 av Stephen F. Austin som centralort i kolonin som han hade grundat. Namnet föreslogs av guvernören Felipe de la Garza.